# Abraham Meldola
Abraham Meldola (* 13. Februar 1754 in Amsterdam; † 25. November 1826 ebenda) war Schriftsteller, Übersetzer und Chasan sowie der erste jüdische Notar in Deutschland.

## Leben
Abraham Medola war der Sohn des Amsterdamer Rabbiners und Gelehrten David de Refael Meldola (geboren 1714 in Livorno, gestorben 1818).
Meldola, der der sephardischen Richtung des Judentums angehörte, studierte an der Universität Leiden und absolvierte zudem an der Amsterdamer Talmudschule eine Ausbildung. Ab 1772 war er in Altona ansässig und betätigte sich dort als Kantor der dortigen portugiesisch-jüdischen Gemeinde, wie sich die Sephardim dort nannten. Ab Mitte der 1780er Jahre war er in gleicher Funktion auch an der Hamburger portugiesisch-jüdischen Gemeinde tätig. Zudem arbeitete er als Übersetzer für die hebräische, die portugiesische und die niederländische Sprache. 1791 siedelte er nach Hamburg über.
Neben seiner Kantoren- und Übersetzertätigkeit war er auch wissenschaftlich tätig und gab unter anderem 1785 eine portugiesische Grammatik heraus.
Obwohl die Reichsnotariatsordnung von 1512 das Amt des Notars Christen vorbehielt, wurde er 1782 als erster Jude zum kaiserlichen Notar ernannt. Nachdem in der Franzosenzeit die Hamburger Juden die vollen Bürgerrechte erhielten, gehörte er zu den elf (von über einhundert bisherigen kaiserlichen Notaren), die von der Besatzungsmacht nach der neuen Notariatsordnung übernommen wurden und ihr Amt weiter ausüben konnten. Der Rat der Stadt Hamburg ernannte ihn aber auch mit Erlass der neuen Notarsordnung vom 23. Februar 1816 weiterhin zum Notar, obwohl diese Ordnung das Bürgerrecht als zwingende Voraussetzung nannte und die Juden dieses nach der Wiederherstellung der alten Rechtsordnung verloren hatten. Hintergrund war, dass aufgrund des relativ hohen jüdischen Bevölkerungsanteils von etwa 6 Prozent auch Notare gebraucht wurden, die sich mit jüdischen Formen und Ritualen bei Rechtsgeschäften sowie dem jüdischen Ehe- und Erbrecht auskannten. Mit seinem Glaubensbruder Meyer Israel Bresselau, der 1811 zum Notar bestellt worden war, bildete er eine Bürogemeinschaft.
Nach 1822 zog er in seine Geburtsstadt zurück. Dort starb er vier Jahre später.

## Werke
- A palavra dada he mister manter-, ou hum virtuoso acarea outros. Comedia para a juventude, em hum acto. Voltado do alaman em Portugues por Abraham Meldola. Hamburg 1780.
- Traducción de las cartas mercantiles y morales de J.C. Sinapius en Espanol y Portuguez. Hamburg 1784.
- Nova Grammatica Portugueza. Hamburg 1785.
- Danksagungs-Rede für die glückliche Errettung Sr. Königl. Majestät Christian VII. und dessen Königl. Familie aus dem Brande des Schlosses Christiansburg zu Copenhagen. Altona 1794.
- Mozaisch Leerstelsel benevens de XIII. geloofsgronden von den Mozaischen Godsdienst. In het Hoogduitsch gesteld door Abraham Meldola. Amsterdam 1823.